# Maestoso
Maestoso ( pronúncia italiana: [ma.eˈstoːzo] ) é um termo musical que é utilizado para direcionar os intérpretes para tocar uma certa parte da música de uma forma imponente, digna e majestosa. Pode ser também apenas usado para descrever a música como tal.
O estilo está associado ao Classicismo,Romantismo Musical e também as novas formas de Neo-Classicismo e Neo-Romantismo . A interpretação desse estilo é variada pelo maestro, dependendo do estilo geral em que a peça musical é feita.
Pode ser usado utilizado mais como uma escolha interpretativa. O termo nem sempre está associado a um andamento ou intervalo de andamento específico. As vezes ligado apenas a estilística do regente.

## Exemplos
O termo é comumente usado em peças relativamente não rápidas, mas há muitos exemplos, como o primeiro movimento do Concerto para Flauta nº 1 de Mozart, em que um andamento mais rápido pode ser tocado em tal maestoso . Exemplos comuns de ritmo de maestoso incluem Terra da Esperança e Glória de Elgar, o primeiro movimento do Concerto para Piano nº 21 de Mozart, o primeiro movimento da Sinfonia nº 6 de Anton Bruckner e da Sinfonia nº 9 de Beethoven . como Chopin 's Polonaise em a ♭ maior, op. 53 O primeiro movimento do Primeiro Concerto para Piano de Brahms é outro exemplo. Beethoven também indicou “Maestoso” no primeiro movimento de sua Sonata para Piano Op.111 como uma introdução de "Allegro".
Maestoso também é usado com frequência para partes de peças destinadas a soar grandes, triunfantes, heróicas e vitoriosas, como a Fanfarra Olímpica e o Tema de John Williams . O primeiro movimento do segundo concerto de Chopin é marcado como Allegro maestoso . O primeiro movimento do Primeiro Concerto para Piano de Liszt também é marcado como Allegro maestoso . Mais um exemplo dessa marcação de andamento é a abertura do musical Wicked, de Steven Schwartz . Outro exemplo desse andamento é a Canção Nacional de Edvard Grieg .